# Route 30 (Islande)
Pour les articles homonymes, voir Route 30.
La Route 30 (Þjóðvegur 30) ou Skeiða- og Hrunamannavegur est une route islandaise
reliant la Route 1 (à l'est de Selfoss) à la
Route 35 en passant par Flúðir.

## Trajet
- Est de Selfoss et Route 1
- Flúðir
- - 368
- Route 35